# Die getreue Frau
Die getreue Frau ist ein Märchen (AaTh). Es steht in Johann Wilhelm Wolfs Deutsche Hausmärchen an Stelle 11.

## Inhalt
Die Prinzessin ist so schön, selbst der türkische Sultanssohn wirbt um sie, doch sie lehnt ab. Zwei Prinzen überlassen die Regierung ihrem älteren Bruder, werden im Land der Prinzessin Major und Oberst und fahren täglich an ihrem Palast vorbei. Sie wird liebeskrank. Ein alter Mann erkennt den Grund und lässt den König die Brüder in den Palast holen. Sie heiratet den Jüngsten. Er gerät auf Seereise mit seinem Bruder in Gefangenschaft des Sultans, der sie wie Hunde hält und erneut um die Hand der Frau anhält. Stattdessen verkleidet sie sich als Pilger, gewinnt mit Liedern seine Gunst und folgt ihm für drei freie Wünsche an seinen Hof. Dort wünscht sie sich die beiden Männer, freies Geleit und bringt unerkannt die beiden heim. Dort hat man dem König eingeredet, sie sei als Dirne durchs Land gezogen und verurteilt sie. Vor dem Galgen singt sie ihrem Mann und wirft dann die Pilgerkleider ab. Alle erfahren die Wahrheit.

## Stil
Wiedergegeben werden die Lieder der Frau als Pilger in sieben-, später sechszeiligen Strophen:
„Was fehlet dir, mein Herz,
Daß du in mir so schlägest?
Wie kommt es, dass du dich
So heftig in mir regest?
Du störst bei finstrer Nacht
Mir alle meine Ruh,
Am Tag, bei finstrer Nacht.“
„Es schlagen über mich
Die Unglückswellen her,
Ich schweb in Todesangst
Auf einem wilden Meer,
Die stört bei finstrer Nacht
Mir alle meine Ruh,
Am Tag, bei finstrer Nacht.“
„Ich kam in kurzer Zeit
In einen schönen Garten,
Da sah ich also schöne stehn
Viel Blumen aller Arten;
Darunter sah ich eine Rose blühn,
Ich wollt, ich könnte sie für mich erziehn.“
„Jetzt muß ich ganz betrübt
Aus diesem Garten gehen;
Niemand kommt fragen mich,
Wie es mir wird ergehn.
Die Unglückswellen fallen
Zu schwer über mich herein.“
Und zuletzt:
„Kennst du den Harfner nicht,
Der dich ja hat erlöst?
Erlöset hat er dich
Aus Kerker und aus Banden
Und hat dich heimgebracht
Wol in dein Vaterland
Ich falle nieder hier
Auf meine beiden Knie,
Ach du mein liebster Herr,
Verzeihe dieses mir,
Ich wollte dich ja nur
Für mich allein erziehn.“

## Herkunft
Der Titel Die getreue Frau ist bei Wolf nicht mit einem Sternchen (*) versehen, was laut seiner Vorrede anzeigt, dass er selbst den Text ausarbeitete.
Das Motiv der Frau in Männerkleidern haben verschiedene Märchen, bei Wolf Der Pfiffigste. Die Lieder ähneln vielleicht Grimms Prinz Schwan. Sehr ähnlich ist später Ulrich Jahns Nr. 32 Der Pilger, zum Sultan auch Nr. 34 Der Schiffer und die drei Königstöchter von Engelland in Volksmärchen aus Pommern und Rügen.